# خالد بن دينار التميمي
خالد بن دينار التميمي، أبو خلدة البصري الخياط، تابعي، ومُحدث روى له البخاري وأبو داود والنسائي والترمذي. قال ابن قانع: مات سنة اثنتين وخمسين ومئة.

## روايته للحديث النبوي
- روى عن: أنس بن مالك، والحسن البصري، ومحمد بن سيرين، والمسيب بن دارم، وميمون الكردي، وأبي السوار العدوي، وأبي العالية الرياحي، وأبي غالب صاحب أبي أمامة.
- روى عنه: بشر بن ثابت البزار، وحرمي بْن عمارة بْن أَبي حفصة، والحسن بْن حبيب بْن ندبة. وخالد بْن الحارث، وزيد بن الحباب العكلي، وصالح بْن عُمَر الواسطي، وعبد الله بن المبارك، وعبد الرحمن بن مهدي، وعبد الصمد بن عبد الوارث، وعُبَيد اللَّه بْن مُحَمَّد الثقفي، وعُبَيد بْن عقيل الهلالي، وعلي بْن بكار، وأبو نعيم الفضل بن دكين، ومحمد بن أبي شيبة، ومسلم بْن إِبْرَاهِيمَ، والمعافى بْن عِمْران الموصلي، والنعمان بن عبد السلام الأصبهاني، ووكيع بن الجراح، ويحيى بْن خليف بْن عقبة البَصْرِيّ، ويحيى بن سعيد القطان، ويزيد بن زريع، ويونس بن بكير، وأَبُو بحر البكراوي، وأبو داود الطيالسي، وأَبُو سَعِيد مولى بني هاشم.[1]
- الجرح والتعديل: ذكره ابن حبان في كتاب الثقات، ووثقه يحيى بن معين والنسائي، قال أبو خلدة: «كان مأمونًا كان خيارًا، الثقة شعبة وسفيان.»، وَقَال أبو زرعة الرازي: «أَبُو خلدة أحب إلي من الربيع بن أنس البكري». روى له الجماعة سوى مسلم، وابن مَاجَهْ.[1]